# Moncoutant
Moncoutant is een plaats en voormalige gemeente in het Franse departement Deux-Sèvres in de regio Nouvelle-Aquitaine en telt 3019 inwoners (2004). De plaats maakt deel uit van het arrondissement Bressuire.

## Geschiedenis
Moncoutant was de hoofdplaats van het gelijknamige kanton tot dit op 22 maart 2015 werd opgeheven en de gemeenten werden opgenomen in het kanton Cerizay. Op 1 januari 2019 werd de gemeente opgeheven en werd Moncoutant opgenomen in de commune nouvelle Moncoutant-sur-Sèvre, waarvan het de hoofdplaats werd.

## Geografie
De oppervlakte van Moncoutant bedraagt 26,3 km², de bevolkingsdichtheid is 114,8 inwoners per km².
De onderstaande kaart toont de ligging van Moncoutant met de belangrijkste infrastructuur en aangrenzende gemeenten.

## Demografie
Onderstaande figuur toont het verloop van het inwonertal.
Le Breuil-Bernard · La Chapelle-Saint-Étienne · Moncoutant · Moutiers-sous-Chantemerle · Pugny · Saint-Jouin-de-Milly